# Rachel Katznelson-Shazar
Rachel Katznelson-Shazar (en hebreo: רחל כצנלסון-שזר‎; 24 de octubre de 1885 - 11 de agosto de 1975) fue una editora, profesora y activista sindical israelí de origen ruso, fue primera dama de Israel (1963-1973) y esposa de Zalman Shazar, tercer presidente del Estado de Israel. Más conocida como una figura activa en el movimiento sionista.

## Biografía
Rachel Katznelson (más tarde Shazar) nació en 1885 (o posiblemente en 1888) en la ciudad de Babruysk, entonces Imperio Ruso, en el seno de una familia judía tradicional. Los hermanos de Katznelson eran Avraham Katznelson, más tarde signatario de la Declaración de Independencia de Israel, Joseph Katznelson, un seguidor de Ze'ev Jabotinsky que participó activamente en las actividades clandestinas de inmigración del Irgun, y Reuben Katznelson, que se unió a la Legión Judía, pasó a ser oficial de Joseph Trumpeldor. Reuben fue el padre de Shulamit Katznelson y Shmuel Tamir.
Se graduó de una escuela secundaria rusa con honores a la edad de 18 años. Esto le dio la posibilidad de estudiar en la universidad, que solo estaba abierta a un pequeño porcentaje de la comunidad judía. Fue aceptada en la Universidad de San Petersburgo para estudiar literatura e historia. También estudió en la Academia de Estudios Judíos de Berlín, donde conoció a su futuro esposo, Zalman Shazar, entonces conocido como Shneur Zalman Rubashov, con quien se casó en 1920.
Katznelson emigró a Eretz Israel bajo dominio otomano en 1912 y participó activamente en varias organizaciones sionistas, habiéndose unido previamente al movimiento laborista sionista en 1905 en su ciudad natal.

## Activismo público y político
En 1916, fue elegida miembro del primer Comité Cultural del Movimiento Laboral, junto con Berl Katznelson y Yitzhak Tabenkin (ambos también originarios de Babruysk), y trabajó con ellos para mejorar la educación de los trabajadores. Más tarde fue elegida miembro del comité cultural del partido Achdut Ha'avodah y, en 1924, de la Histadrut. A lo largo de su vida, participó activamente en la Histadrut y en el partido Mapai, desempeñandose en muchas funciones públicas. Fundó la revista laboral Dvar Hapoelet en 1934 y fue editora hasta 1963. Ese año, asumió la presidencia del consejo editorial de la revista, lo que le garantizó una amplia dirección. También ayudó a su esposo en sus diversas funciones públicas como miembro de la Knesset, ministro del gobierno, miembro del ejecutivo de la Agencia Judía y, en última instancia, como presidente de Israel de 1963 a 1973.

## Premios y reconocimientos
- En 1946 recibió el Premio Brenner.
- En 1958 fue galardonada con el Premio Israel en ciencias sociales.[5]
- En 1968 recibió el premio Yakir Yerushalayim (Ciudadana Digna de Jerusalén).[6]